# Planeta menor

Diagrama de Euler mostrando os tipos de corpos no Sistema Solar

Um planeta menor é um objeto astronômico em órbita direta ao redor do Sol (ou mais amplamente, qualquer estrela com um sistema planetário) que não é um planeta nem classificado exclusivamente como um cometa. Antes de 2006, a União Astronômica Internacional (IAU) usava oficialmente o termo planeta menor, mas durante a reunião daquele ano ela reclassificou planetas menores e cometas em planetas anões e corpos menores do Sistema Solar (SSSB).
Planetas menores incluem asteroides (objetos próximos da Terra, cruzadores de Marte, asteroides do cinturão principal e troianos de Júpiter), bem como planetas menores distantes (centauros e objetos transnetunianos), a maioria dos quais residem no cinturão de Kuiper e no disco disperso. Em junho de 2021, havia 1 086 655 objetos conhecidos, divididos em 567 132 numerados (descobertas seguras) e 519 523 planetas menores não numerados, com apenas cinco deles oficialmente reconhecidos como um planeta anão.
O primeiro planeta menor a ser descoberto foi Ceres em 1801. O termo planeta menor tem sido usado desde o século XIX para descrever esses objetos. O termo planetoide também tem sido usado, especialmente para objetos planetários maiores, como aqueles que a IAU chama de planetas anões desde 2006. Historicamente, os termos asteroide, planeta menor e planetoide têm sido mais ou menos sinônimos. Essa terminologia se tornou mais complicada com a descoberta de vários planetas menores além da órbita de Júpiter, especialmente objetos transnetunianos que geralmente não são considerados asteroides. Um planeta menor visto liberando gás pode ser duplamente classificado como um cometa.
Os objetos são chamados de planetas anões se sua própria gravidade for suficiente para atingir o equilíbrio hidrostático e formar uma forma elipsoidal. Todos os outros planetas e cometas menores são chamados de corpos menores do Sistema Solar. A IAU declarou que o termo planeta menor ainda pode ser usado, mas o termo corpo menor do Sistema Solar será preferido. No entanto, para fins de numeração e nomenclatura, a distinção tradicional entre planeta menor e cometa ainda é usada.

## Populações
Centenas de milhares de planetas menores foram descobertos dentro do Sistema Solar e milhares mais são descobertos a cada mês. O Minor Planet Center documentou mais de 213 milhões de observações e 794.832 planetas menores, dos quais 541.128 têm órbitas conhecidas o suficiente para receber números oficiais permanentes. Destes, 21.922 têm nomes oficiais. Em 19 de maio de 2019, o planeta menor não nomeado de numeração mais baixa é (3708) 1974 FV1, e o planeta menor nomeado de numeração mais alta é 543315 Asmakhammari.
Existem várias populações amplas de planetas menores:
- Asteroides; tradicionalmente, a maioria são corpos do Sistema Solar interno.[6]
  - Asteroides próximos da Terra, aqueles cujas órbitas os levam para dentro da órbita de Marte. Uma subclassificação adicional destes, com base na distância orbital, é usada:[12]
    - Asteroides Apohele, orbitam dentro da distância do periélio da Terra e, portanto, estão inteiramente contidos na órbita da Terra.
    - Asteroides Aton, aqueles que têm semieixos maiores, menores que o da Terra e afélio (distância máxima do Sol) maior que 0,983 UA.
    - Asteroides Apolo são aqueles asteroides com um semieixos maiores, maior que o da Terra, embora tenham uma distância do periélio de 1,017 UA ou menos. Como os asteroides Aton, os asteroides Apolo cruzam a Terra.
    - Asteroides Amor são aqueles asteroides próximos da Terra que se aproximam da órbita da Terra, mas não a cruzam. Asteroides Amor são subdivididos em quatro subgrupos, dependendo de onde seu semieixo maior cai entre a órbita da Terra e o cinturão de asteroides;

  - Troianos da Terra, asteroides que compartilham a órbita da Terra e gravitacionalmente presos a ela. Em 2011, o único conhecido é o 2010 TK7.[13]
  - Troianos de Marte, asteroides que compartilham a órbita de Marte e gravitacionalmente presos a ela. Em 2007, 8 desses asteroides eram conhecidos.[14]
  - Cinturão de asteroides, cujos membros seguem órbitas aproximadamente circulares entre Marte e Júpiter. Estes são o grupo original e mais conhecido de asteroides.
  - Troianos de Júpiter, asteroides que compartilham a órbita de Júpiter e gravitacionalmente presos a ela. Estima-se que numericamente sejam iguais aos asteroides do cinturão de asteroides.
- Planetas menores distantes; um termo genérico para planetas menores no Sistema Solar exterior.
  - Centauros, corpos no Sistema Solar externo entre Júpiter e Netuno. Eles têm órbitas instáveis devido à influência gravitacional dos planetas gigantes e, portanto, devem ter vindo de outro lugar, provavelmente fora de Netuno.[15]
  - Troianos de Netuno, corpos que compartilham a órbita de Netuno e gravitacionalmente presos a ela. Embora apenas um punhado seja conhecido, há evidências de que os troianos de Netuno são mais numerosos do que os asteroides no cinturão de asteroides ou os troianos de Júpiter.[16]
  - Objetos transnetunianos, corpos na órbita de Netuno ou além dela, o planeta mais externo.
    - Cinturão de Kuiper, objetos dentro de uma queda populacional aparente de aproximadamente 55 UA do Sol.
      - Objetos clássicos do cinturão de Kuiper, como Makemake, também conhecidos como cubewanos, estão em órbitas primordiais, relativamente circulares, que não estão em ressonância com Netuno.
      - Objetos ressonantes do cinturão de Kuiper
        - Plutinos, corpos como Plutão que estão em ressonância 2:3 com Netuno.

    - Objetos de disco dispersos como Éris, com afélia fora do cinturão de Kuiper. Acredita-se que eles tenham sido dispersos por Netuno.
      - Objetos de disco dispersos ressonantes

    - Objetos separados como 90377 Sedna, com afélios e periélios fora do cinturão de Kuiper.
      - Sednoides, objetos separados com periélios maiores que 75 UA (90377 Sedna, 2012 VP113 e 541132 Leleākūhonua).

    - A nuvem de Oort, uma população hipotética considerada a fonte de cometas de longo período que podem se estender a 50.000 UA do Sol.

## Convenções de nomenclatura

De um total de mais de 700 000 planetas menores descobertos, 66% foram numerados (verde) e 34% permanecem não numerados (vermelho). Apenas uma pequena fração de 20.071 planetas menores 3% foram nomeados (roxo).

Todos os objetos astronômicos do Sistema Solar precisam de uma designação distinta. A nomenclatura dos planetas menores passa por um processo de três etapas. Primeiro, uma designação provisória é dada após a descoberta, porque o objeto ainda pode revelar-se um falso positivo ou se perder mais tarde, chamado de planeta menor provisoriamente designado. Depois que o arco de observação é preciso o suficiente para prever sua localização futura, um planeta menor é formalmente designado e recebe um número. É então um planeta menor numerado. Finalmente, na terceira etapa, ele pode ser nomeado por seus descobridores. No entanto, apenas uma pequena fração de todos os planetas menores foi nomeada. A grande maioria é numerada ou ainda tem apenas uma designação provisória. Exemplo de processo de nomenclatura:
- 1932 HA – designação provisória após descoberta em 24 de abril de 1932
- (1862) 1932 HA – designação formal, recebe um número oficial
- 1862 Apollo – chamado planeta menor, recebe um nome, o código alfanumérico é descartado

### Designação provisória
Um planeta menor recém-descoberto recebe uma designação provisória. Por exemplo, a designação provisória 2002 AT4 consiste no ano da descoberta (2002) e um código alfanumérico que indica o meio-mês da descoberta e a sequência dentro desse meio-mês. Uma vez que a órbita de um asteroide foi confirmada, ele recebe um número e, posteriormente, também pode receber um nome (por exemplo, 433 Eros). A convenção de nomenclatura formal usa parênteses em torno do número, mas abandonar os parênteses é bastante comum. Informalmente, é comum descartar o número por completo ou depois da primeira menção quando um nome é repetido em um texto corrido.
Os planetas menores que receberam um número, mas não um nome, mantêm sua designação provisória, por ex. (29075) 1950 DA. Como as técnicas de descoberta modernas estão encontrando um grande número de novos asteroides, eles estão cada vez mais sem nome. A primeira descoberta sem nome foi por muito tempo (3360) 1981 VA, atual 3360 Syrinx; em setembro de 2008, esta distinção é mantida por (3708) 1974 FV1. Em raras ocasiões, a designação provisória de um pequeno objeto pode ser usada como um nome em si: o então sem nome (15760) 1992 QB1 deu seu "nome" a um grupo de objetos que se tornou conhecido como objetos clássicos do cinturão de Kuiper ("cubewanos") antes de ser finalmente chamado de 15760 Albion em janeiro de 2018.
Alguns objetos são listados como cometas e asteroides, como 4015 Wilson-Harrington, que também está listado como 107P/Wilson-Harrington.

### Numeração
Os planetas menores recebem um número oficial assim que suas órbitas são confirmadas. Com a crescente rapidez das descobertas, agora são números de seis dígitos. A mudança de cinco algarismos para seis algarismos chegou com a publicação da Minor Planet Circular (MPC) de 19 de outubro de 2005, que viu o planeta menor de maior número saltar de 99947 para 118161.

### Nomenclatura
Os primeiros asteroides receberam nomes de figuras da mitologia grega e romana, mas como tais nomes começaram a diminuir os nomes de pessoas famosas, personagens literários, esposas de descobridores, filhos, colegas e até personagens de televisão foram usados.

#### Gênero
O primeiro asteroide a receber um nome não mitológico foi 20 Massalia, em homenagem ao nome grego para a cidade de Marselha. A primeira a receber um nome totalmente não clássico foi 45 Eugenia, em homenagem à Imperatriz Eugénia de Montijo, esposa de Napoleão III. Por algum tempo, apenas nomes femininos (ou feminizados) foram usados; Alexander von Humboldt foi o primeiro homem a ter um asteroide com o nome dele, mas seu nome foi feminizado para 54 Alexandra. Essa tradição tácita durou até 334 Chicago ser nomeada; mesmo assim, nomes femininos apareceram na lista por anos depois.

#### Excêntricos
À medida que o número de asteroides começou a chegar às centenas e, eventualmente, aos milhares, os descobridores começaram a dar-lhes nomes cada vez mais frívolos. Os primeiros indícios disso foram 482 Petrina e 483 Seppina, em homenagem aos cães de estimação do descobridor. No entanto, houve pouca controvérsia sobre isso até 1971, quando foi nomeado 2309 Mr. Spock (o nome do gato do descobridor). Embora a União Astronômica Internacional (IAU) posteriormente tenha banido nomes de animais de estimação como fontes, nomes de asteroides excêntricos ainda estão sendo propostos e aceitos, como 4321 Zero, 6042 Cheshirecat, 9007 James Bond, 13579 Allodd, 24680 Alleven e 26858 Misterrogers.

#### Nome do descobridor
Uma regra bem estabelecida é que, ao contrário dos cometas, os planetas menores não podem receber o nome de seu(s) descobridor(es). Uma maneira de contornar essa regra é os astrônomos trocarem a cortesia de nomear suas descobertas umas com as outras. Uma exceção a essa regra é 96747 Crespodasilva, que recebeu o nome de sua descobridora, Lucy d'Escoffier Crespo da Silva, porque ela morreu logo após a descoberta, aos 22 anos.

#### Idiomas
Os nomes foram adaptados para vários idiomas desde o início. 1 Ceres, sendo Ceres seu nome anglo-latino, na verdade se chamava Cerere, a forma italiana do nome. Alemão, francês, árabe e hindi usam formas semelhantes ao inglês, enquanto o russo usa uma forma, Tserera, semelhante ao italiano. Em grego, o nome foi traduzido para Δήμητρα (Deméter), o equivalente grego da deusa romana Ceres. Nos primeiros anos, antes de começar a causar conflitos, asteroides com nomes de figuras romanas eram geralmente traduzidos para o grego; outros exemplos são Ἥρα (Hera) para 3 Juno, Ἑστία (Héstia) para 4 Vesta, Χλωρίς (Chloris) para 8 Flora e Πίστη (Pistis) para 37 Fides. Em chinês, os nomes não recebem as formas chinesas das divindades que os denominam, mas geralmente têm uma ou duas sílabas para o caráter da divindade ou pessoa, seguidas por 神 'deus(dess)' ou 女 'mulher' se apenas uma sílaba, mais 星 'estrela/planeta', de modo que a maioria dos nomes de asteroides são escritos com três caracteres chineses. Assim, 1 Ceres é 穀神星 'planeta da deusa dos grãos', 2 Palas é 智神星 'planeta da deusa da sabedoria', etc.

## Propriedades físicas de cometas e planetas menores
A Comissão 15 da União Astronômica Internacional é dedicada ao Estudo Físico de Cometas & Planetas Menores.
Dados de arquivo sobre as propriedades físicas de cometas e planetas menores são encontrados no PDS Asteroid/Dust Archive. Isso inclui as características físicas do asteroide padrão, como as propriedades dos sistemas binários, tempos e diâmetros de ocultação, massas, densidades, períodos de rotação, temperaturas de superfície, albedoes, vetores de spin, taxonomia e magnitudes absolutas e inclinações. Além disso, o European Asteroid Research Node (E.A.R.N.), uma associação de grupos de pesquisa de asteroides, mantém uma Base de Dados de Propriedades Físicas e Dinâmicas de Asteroides Próximos da Terra.
As informações mais detalhadas estão disponíveis em Categoria:Asteroides visitados por naves espaciais e Categoria:Cometas visitados por naves espaciais.